# WQL
Le WQL (Parfois appelé CQL pour CIM query language) est un langage de requête pour la norme WBEM, semblable au SQL.
L'implémentation la plus commune est la version WQL (Windows Management Instrumentation Query Language), sur le système d'exploitation Microsoft Windows, destiné à exploiter les informations de WMI.
Il existe dans d'autres implémentations:
- Oracle Sun[2]
- Par le serveur CIM OpenPegasus fonctionnant sur de nombreux systèmes d'exploitation

## Exemple de requête
SELECT * FROM Win32_ComputerSystem
Cette requête permet de connaître des informations sur l'ordinateur telles que le fabricant, le modèle, la mémoire, etc.